# Dies irae
El Dies irae (llatí eclesiàstic: [ˈdi.es ˈire]; "dia d'ira") és una seqüència gregoriana atribuïda al franciscà Tomàs de Celano (1200 - c. 1265) que va ser biògraf de Sant Francesc d'Assís. Hi ha opinions que creueu que s'origina amb Latino Malabranca Orsini (d 1294), rector a l'estudi dominicà de Santa Sabina, el precursor de la Universitat Pontificia de Sant Tomàs d'Aquino, Angelicum a Roma. La seqüència data almenys del segle xiii, tot i que és possible que sigui molt més antiga, i algunes fonts atribueixen el seu origen a Gregori el Gran (d. 604), a Bernat de Claravall (1090–1153) o a Bonaventura (1221–1274).
És un poema llatí medieval caracteritzat pel seu vers accentual i les seves línies rimades. La mètrica és troqueu. El poema descriu el Judici Final. Una Trompeta convoca les ànimes davant el tron de Déu, on els justos seran salvats i els malvats seran llançats a les flames eternes.
És més conegut pel seu ús en el Rèquiem (Missa de difunts) i es cantava durant les cerimònies d'enterrament. Una versió anglesa es troba a diversos llibres de serveis de la Comunió Anglicana.
La primera melodia fixada en aquestes paraules, un cant gregorià, és una de les més citades de la literatura musical, que apareix a les obres de molts compositors. El cuplet final Pie Jesu ha estat reutilitzat sovint com a cançó independent.

## El poema

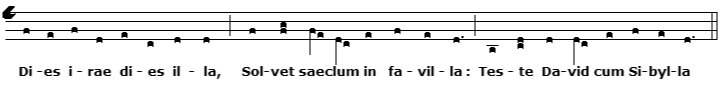
El Dies Irae

| Dies Irae |
|           |
|           |
|           |

| Text original en llatí Dies iræ, dies illa, Solvet sæclum in favilla, Teste David cum Sibylla ! Quantus tremor est futurus, quando judex est venturus, cuncta stricte discussurus ! Tuba mirum spargens sonum per sepulcra regionum, coget omnes ante thronum. Mors stupebit et Natura, cum resurget creatura, judicanti responsura. Liber scriptus proferetur, in quo totum continetur, unde Mundus judicetur. Judex ergo cum sedebit, quidquid latet apparebit, nil inultum remanebit. Quid sum miser tunc dicturus ? Quem patronum rogaturus, cum vix justus sit securus ? Rex tremendæ majestatis, qui salvandos salvas gratis, salva me, fons pietatis. Recordare, Jesu pie, quod sum causa tuæ viæ ; ne me perdas illa die. Quærens me, sedisti lassus, redemisti crucem passus, tantus labor non sit cassus. Juste Judex ultionis, donum fac remissionis ante diem rationis. Ingemisco, tamquam reus, culpa rubet vultus meus, supplicanti parce Deus. Qui Mariam absolvisti, et latronem exaudisti, mihi quoque spem dedisti. Preces meæ non sunt dignæ, sed tu bonus fac benigne, ne perenni cremer igne. Inter oves locum præsta, et ab hædis me sequestra, statuens in parte dextra. Confutatis maledictis, flammis acribus addictis, voca me cum benedictis. Oro supplex et acclinis, cor contritum quasi cinis, gere curam mei finis. Lacrimosa dies illa, qua resurget ex favilla judicandus homo reus. Huic ergo parce, Deus. Pie Jesu Domine, dona eis requiem. Amen. | Traducció: Un dia d'ira serà el dia en què el món serà reduït a cendra, tal com anunciaren David i la Sibil·la. Quin espant no es produirà, quan el jutge vindrà a aclarir-ho tot estrictament. La trompeta, escampant un so admirable entre els sepulcres de tots els països, reunirà tothom davant el tron. La mort i la Natura s'astoraran, quan ressuscitarà la humana criatura per respondre davant qui l'ha de jutjar. Apareixerà el llibre escrit en què tot és contingut i amb el qual es jutjarà al món. Així, quan el jutge s'asseurà, el secret es mostrarà i res no restarà impune. Què diré jo aleshores, pobre de mi? A quin protector pregaré quan ni el just estarà segur? Rei de tremenda majestat que salves de grat els qui cal salvar, salva'm, font de pietat. Recordeu, piadós Jesús, que sóc la causa del vostre calvari; no em perdeu en aquell dia. Tot buscant-me, us vau asseure esgotat, em redimireu patint a la creu; que no siguin vans tants treballs. Just jutge de venjança, concediume-me el do del perdó abans del dia del judici. Gemego com un reu; la culpa enrogeix el meu rostre. Perdoneu, Senyor, a aquest suplicant. Vós, que vau absoldre Magdalena i escoltàreu la súplica del lladre, a mi també em vau donar esperança. Les meves pregàries no són dignes, però Vós, en ser bo, actueu amb bondat perquè no cremi en el foc etern. Feu-me un lloc entre les vostres ovelles, i separeu-me dels cabrits situant-me a la vostra dreta. Un cop confosos els maleïts i llançats a les flames voraces cridau-me entre els beneïts. Us ho prego suplicant i de genolls, el cor angoixat, gairebé fet cendres: tingueu cura del meu destí. Dia de llàgrimes serà aquell en què ressuscitarà de la pols l'home reu per a ser jutjat. A ell, doncs, perdoneu-lo, oh Déu. Pietós Jesús, Senyor, Concediu-los el repòs. Amén. |